# Antonio de la Torre Villalpando
Antonio de la Torre Villalpando (* 21. September 1951 in Lagos de Moreno, Jalisco; † 2. August 2021) war ein mexikanischer Fußballspieler, dessen Stammposition sich im Mittelfeld befand.

## Leben

### Verein
De la Torre erhielt seinen ersten Profivertrag in der Saison 1971/72 beim Club Universidad Nacional, bei dem er drei Jahre lang unter Vertrag stand. 1974 wechselte er zum Stadtrivalen América, mit dem er in der Saison 1975/76 die mexikanische Meisterschaft gewann. Nach acht Jahren beim Club América wechselte er 1982 zum Puebla FC, mit dem er 1982/83 einen weiteren Meistertitel gewann. In Reihen von Atlas Guadalajara, für die er vier Jahre spielte, beendete er 1988 seine aktive Laufbahn.

### Nationalmannschaft
Sein Debüt im Dress der mexikanischen Nationalmannschaft gab De la Torre in einem am 9. August 1972 ausgetragenen Freundschaftsspiel gegen Peru, das mit 2:3 verloren wurde. Sein einziger Länderspieltreffer gelang ihm am 14. Juni 1977 gegen Sepp Maier in einem Freundschaftsspiel gegen die deutsche Nationalmannschaft, in dem er die 2:0-Führung der Mexikaner erzielte. Durch zwei spätere Tore des deutschen Torjägers Klaus Fischer endete das Spiel schließlich 2:2.
Höhepunkt seiner Länderspielkarriere war die Teilnahme an der Fußball-Weltmeisterschaft 1978, bei der De la Torre alle drei Spiele der Mexikaner in voller Länge bestritt und nach dem letzten Vorrundenspiel gegen Polen (1:3) am 10. Juni 1978 seine Nationalmannschaftskarriere beendete.

## Erfolge
- Mexikanischer Meister: 1975/76, 1982/83